# 遠藤徹 (自動車ジャーナリスト)
遠藤 徹（えんどう とおる、1942年- ）は、日本の自動車ジャーナリスト。

## 人物・来歴
神奈川県生まれ。中央大学法学部卒業。経済誌、自動車業界紙記者を経て、現在自動車ジャーナリストとして活躍。

## 著書
- 『ホンダテクノロジーが勝つ日』ぱる出版, 1987.10
- 『トヨタ・ホンダ車激安購入法』ぱる出版, 1988.12
- 『日産自動車激走の秘密 日産マンのパワー全開』ぱる出版, 1988.4
- 『トヨタの日産・ホンダ壊滅作戦 恐るべき5年後戦略のすべて 日産・ホンダを潰す上でのトヨタの弱点と泣き所は何か (Yell books)エール出版社, 1988.8
- 『ホンダテクノロジーの秘密』ぱる出版, 1989.11
- 『マツダ・激走への挑戦』ぱる出版, 1991.5
- 『ホンダの反撃が始まった (Yell books) エール出版社, 1991.9
- 『Hondaが危ない (Yell books) エール出版社, 1992.12
- 『自動車販売業界が危ない』 (Yell books) エール出版社, 1992.4
- 『自動車業界サバイバル戦争 生き残りをかけた世界的大再編の構図』ぱる出版, 1994.3
- 『外車ディーラーがどんどん潰れる (Yell books) エール出版社, 1994.5
- 『トヨタに怯える日産・ホンダ・三菱 (Yell books) エール出版社, 1994.7
- 『三菱自動車のRV戦略 四駆で独走する三菱自動車の快進撃が始まった!』ぱる出版, 1995.2
- 『RV戦争で激変する業界地図』エール出版社, 1997.12
- 『ゴーン神話はこうして作られた 日産』ぱる出版, 2007.10

### 共著・監修
- 『読みだしたら止まらないクルマのネタ本』(別冊ベストカー. 赤バッジシリーズ 監修. 三推社, 2000.12
- 『トヨタ自動車の研究―その足跡をたどる』岡崎宏司,畔柳俊雄,熊野学,桂木洋二共著、グランプリ出版（2002）
- 『スズキパワー 現場主義のものづくり 小さなクルマをつくる大きな中小企業』三本和彦,福田俊之,岡村神弥,牧野茂雄,大野之久共著, 講談社ビーシー 編. 講談社ビーシー, 2010.7